# Jennifer Rowe
Jennifer June Rowe (Sydney, 2 de abril de 1948), mais conhecida pelo pseudônimo Emily Rodda, é uma escritora australiana vencedora de vários prêmios. Suas obras de romance policial para adultos são publicadas com seu nome, enquanto seus trabalhos para crianças são publicadas sob o pseudônimo Emily Rodda. É mais conhecida pela série juvenil de fantasia Deltora Quest, com três séries de livros: Deltora Quest, Deltora Quest 2 e Deltora Quest 3 que vendeu mais de 15 milhões de cópias, a série completa conta com 15 livros.

## Biografia
Rowe nasceu em Sydney, na Austrália, e foi criada com dois irmãos mais novos na costa Norte de Sydney. Ela frequentou a Escola Abbotsleigh para Meninas na costa superior do Norte de Sydney. Ela atingiu seu Master of Arts em Inglês e Literatura da Universidade de Sydney, em 1973. Seu primeiro emprego foi editora-assistente de Paul Hamlyn. Mais tarde, ela trabalhou na Publishers Angus e Robertson onde permaneceu por 14 anos como Editora, Editor Sêniora, Diretora Geral, Vice-Publicitária, e finalmente, Publicitária. Durante esse tempo, ela começou a escrever livros infantis sob o pseudônimo Emily Rodda (nome de sua avó). Seu primeiro livro, Something Special. De 1984 a 1992, Rowe continuou sua carreira na publicação, em seguida, como editor da Weekly of Woman australiana, ao escrever romances em seu . Em 1994, Rowe se tornou uma escritora em tempo integral. Ela agora divide seu dia de trabalho entre consultorias para editoras de livros e sua própria escrita.[carece de fontes?]

### Emily Rodda
As mais notáveis de suas obras, de autoria sob o pseudônimo Emily Rodda, são das séries: Deltora Quest, Teen Power Inc., Segredo das Fadas e Rowan, O Guardião. O pseudônimo é baseado no nome de sua avó.[carece de fontes?]
As vendas da série Deltora Quest já ultrapassou os 15 milhões. Foi publicada na Austrália, Nova Zelândia, Estados Unidos, Canadá, Japão, Itália, Brasil, China, República Tcheca, Dinamarca, França, Finlândia , Alemanha, Hungria, Indonésia, Holanda, Noruega, Polônia, Portugal, Romênia, Rússia, Sérvia, Coreia do Sul, Espanha, Suécia, Taiwan, Tailândia, Turquia e Reino Unido. Foi transmitido um anime, da série Deltora Quest, na televisão japonesa no início de 2007.[carece de fontes?]
O sua mais recente série de livros são Rondo: A Chave Para Rondo, O Mago de Rondo e A Batalha de Rondo. A Chave Para Rondo é seu terceiro livro de maior sucesso, e o livro recém-publicado O Mago de Rondo já está em sexto.

## Obra

### Como Jennifer Rowe
- Série Verity Birdwood (1987–1995; 6 livros)
- Série Tessa Vance (1998)
- Angela's Mandrake & Other Feisty Fables (2000)

### Como Emily Rodda
- Something Special (1984)
- Pigs might Fly (1986)
- The Best-kept Secret (1988)
- Finders Keepers (1990)
- The Timekeeper (1992)
- Série Teen Power Inc. (1994-1999; 30 livros) (republicado como The Raven Hill Mysteries no EUA, 2006)
- Série Fairy Realm (1994-2006; 10 livros) (também publicado como Fairy Charm) no Brasil: Série Segredo das Fadas (Editora Fundamento)
- The Julia Tapes (1999)
- Série Deltora Quest (2000-2005)
- Bob the Builder and the Elves (1998) (republicado como Bob and the House Elves)
- Dog Tales (2001)
- Squeak Street
- Trilogia The Three Doors (2011-2012)
- Série Star of Deltora (2015-2016)

#### SérieRowan, o Guardião
- Rowan of Rin (1993) no Brasil: Rowan, o Guardião (Editora Fundamento, 2008)
- Rowan and the Travellers (1996) no Brasil: Rowan e os Viajantes (Editora Fundamento, 2009)
- Rowan and the Keeper of the Crystal (1998) no Brasil: Rowan e o Defensor do Cristal (Editora Fundamento, 2009)
- Rowan and the Zebak (1999) no Brasil: Rowan e os Zebakianos (Editora Fundamento, 2009)
- Rowan of the Bukshah (2003) no Brasil: Rowan o Guardião dos Bukshas (Editora Fundamento, 2009)

#### SérieRondo
- The Key to Rondo (2007) no Brasil: A Chave para Rondo (Editora Fundamento)
- The Wizard of Rondo (2008) no Brasil: O Mago de Rondo (Editora Fundamento)
- The Battle for Rondo (2009) no Brasil: A Batalha por Rondo (Editora Fundamento)

## Prêmios
- 1985 - Children's Book Council of Australia (CBCA): Junior Book of the Year - Something Special
- 1987 - CBCA: Junior Book of the Year - Pigs Might Fly
- 1989 - CBCA: Book of the Year for Younger Readers - The Best-kept Secret
- 1991 - CBCA: Book of the Year for Younger Readers - Finders Keepers
- 1994 - CBCA: Book of the Year for Younger Readers - Rowan, O Guardião
- 1995 - The Dromkeen Medal[2]
- 1997 - CBCA: Honour Book for Younger Readers - Rowan and the Keeper of the Crystal
- 1999 - Dymock's Children's Choice Awards: Favourite Australian Younger Reader Book - Rowan of Rin Series
- 2000 - COOL Awards Fiction for Younger Readers Award for Bob The Builder And The Elves
- 2003 - YABBA award (VIC children's choice) - Deltora Quest 2
- 2002 - KOALA award (NSW children's choice) - Deltora Quest Series
- 2002 - Aurealis Awards: Peter McNamara Convenors' Award - Deltora Quest Series
- 2002 - WA Young Reader's Book Awards: Most Popular Book - Deltora Quest - The Forests of Silence
- 2003 - COOL Awards Fiction for Younger Readers Award for the Deltora Quest 2 series
- 2004 - COOL Awards Fiction for Younger Readers Award for the Deltora Quest 3 series
- 2008 - Aurealis Awards Best Children's Novel for The Wizard of Rondo